# Pembroke Pines
Pembroke Pines  stad i Broward County, Florida, USA med 150 104 invånare 2004.

## Personer från Pembroke Pines
- Jeff Fiorentino
- Shayne Gostisbehere
- Niki Taylor
- Bella Thorne